# マドリード地下鉄
マドリード地下鉄（マドリードちかてつ）とは、スペインのマドリードで営業している地下鉄である。マドリードの人口約350万人、都市圏人口約600万人に比べると、世界的に見てもかなり大きな地下鉄網である。マドリード地下鉄は、世界の地下鉄の路線長で10位以内に含まれるが、マドリード自体は都市圏人口で世界第25位である。また、ソウル交通公社（旧：ソウルメトロ・ソウル特別市都市鉄道公社）や北京地下鉄などと並んで急速に成長した地下鉄でもある。
地下鉄の開業は1919年、路線数は13、駅数は231で、路線長は282.5 キロメートルある。またこの他に Metro Ligero というライトレール路線が2007年に開業し、3路線38駅で路線長28キロメートルである。

## 歴史
マドリード地下鉄の最初の路線は、1919年10月17日にメトロ・アルフォンソ8世会社（Compañía de Metro Alfonso XIII）の運営で3.5 キロメートルの区間に8駅で開業した。狭断面で建設され、駅には60 メートルのプラットホームを備えていた。この路線の延長工事と他の2路線の建設はそのすぐ後に行われた。1936年には地下鉄網には3つの路線とオペラ駅（Opera）とノルテ駅（Norte）の間の支線が存在していた。これらの全ての駅はスペイン内戦時には防空壕として用いられた。
スペイン内戦後、地下鉄網の拡張工事は少しずつ進められていった。1944年、4号線が建設されて、2号線の支線のゴヤ駅（Goya） - ディエゴ・デ・レオン駅（Diego de León）間を1958年に4号線へ吸収した。この支線は建設当初から4号線の一部となるべく意図されていたものであったが、4号線が建設されるまで2号線の支線として用いられていた。
1960年代には、プラサ・デ・エスパーニャ駅（Plaza de España）とカラバンチェル駅（Carabanchel）の間の郊外鉄道線が建設され、プラサ・デ・エスパーニャ駅で3号線と、また同駅で2号線のノビシアード駅（Noviciado）と長い通路で接続した。さらに5号線が狭断面であるが90 メートルのプラットホームをもって開業した。5号線の最初の区間の開業のすぐ後に、1号線のプラットホームが60 メートルから90 メートルへと延長され、また隣のイグレシア駅（Iglesia）と500 メートル以下しかなく近すぎるためチャンベリ駅（Chamberí）が閉鎖された。旧チャンベリ駅は現在では地下鉄博物館となっている。
1970年代初め、マドリードの好況に伴う人口の流入、スプロール現象に対応するために、地下鉄網は大規模に拡張された。新線は広断面で、115 メートルのプラットホームで計画された。4号線と5号線も同様に拡張された。1979年、まずい管理により経営危機に陥った。既に着工していた工事は1980年代に完成されたが、他の全てのプロジェクトは取り消された。これらのプロジェクト全ての完成後、マドリード地下鉄には100 キロメートルにのぼる路線が存在し、また郊外鉄道線はアロンソ・マルティネス駅（Alonso Martínez）まで延長されて10号線に転換した。
1990年代初め、地下鉄網の管轄は公営事業へと移管され、メトロ・デ・マドリード（Metro de Madrid）となった。さらに大規模な拡張プロジェクトが提案された。1号線、4号線、7号線が拡張され、またマドリード郊外地域に向けて新線である11号線が建設された。8号線と10号線は統合されてより長い新しい10号線となり、新しい8号線が地下鉄網をマドリード＝バラハス空港へと接続するために建設された。さらに拡張された9号線はマドリード郊外から初めて離れて、マドリード南東にある2つの町、リバス＝バシアマドリードとアルガンダ・デル・レイ（Arganda del Rey）へ到達した。
2000年代初期の巨大プロジェクトでは50 キロメートルにもおよぶ新線を建設した。マドリード市街のヌエボス・ミニステリオス駅（Nuevos Ministerios）と空港を直結する8号線の延長、マドリード南部郊外に40 キロメートルのメトロスール（MetroSur）と呼ばれる環状線の建設などが行われた。
メトロスールはヨーロッパでも最大規模の土木プロジェクトで、2003年4月11日に開業した。40 キロメートルのトンネルに10号線との乗換駅を含めて28の新駅がある。10号線と乗り換えることでマドリード中心部や郊外鉄道線へアクセスすることができる。建設は2000年6月に始まり、環状線全体を3年以内で完成させた。マドリード南部の5つの町、ヘタフェ、モストレス、アルコルコン、フエンラブラーダ、レガネスを結んでいる。
現在のマドリード市政府は地下鉄網の拡張に多くの努力を注いでいる。近年完了した2003年-2007年計画では、エスペランサ・アギーレマドリード自治州首相は、路線の新設と既存路線のほとんど全ての拡張工事に数百万ドル規模のプロジェクトを実施した。このプロジェクトには90 キロメートルに上る新線と80の新駅建設が含まれている。この計画により、それまで地下鉄が通じていなかった多くの地域、ビジャベルデ（Villaverde）、マノテーラス（Manoteras）、カラバンチェル・アルト（Carabanchel Alto）、ラ・エリーパ（La Elipa）、ピナール・デ・チャマルティン（Pinar de Chamartín）などへ地下鉄を開通させ、東や北の郊外地区、コスラーダ、サン・フェルナンド・デ・エナーレス（San Fernando de Henares）、アルコベンダス、サン・セバスティアン・デ・ロス・レージェスにも地下鉄網が延びた。マドリードでは初めて、3つのライトレールも建設され、西側郊外のポスエロ・デ・アラルコン（Pozuelo de Alarcón）、ボアディージャ・デル・モンテ（Boadilla del Monte）へmL2、mL3、北側の郊外のサンチナーロ（Sanchinarro）とラス・タブラス（Las Tablas）へmL1が開業した。mLはMetro Ligero（メトロ・リヘーロ）の略である。最も近年の拡張としては、マドリード・バラハス空港T4（ターミナル4）の8号線の接続がある。

## 駅の設計と設備
マドリード地下鉄の駅は、その設計により建設年代が分かる。狭小断面の路線にある古い駅はとてもコンパクトで、パリ地下鉄の駅にかなり似ている。駅ごとに異なる色合いのタイルで装飾されている。近年、これらの駅の大半は改装されて、単一色のプレートになっている。1970年代後半から1990年代初期に掛けて建設された駅はよりゆったりとしており、多くがクリーム色の壁になっている。
一方、最も近年に建設された駅はスペースを念頭に置いて建設されており、自然な感じの照明や余裕のある入口など世界でも最もよいと思われる。駅ごとに異なる色合いを使っており、単一色のプレートを使って明るい色で駅全体を覆っている。近年建設された乗換駅は白い壁になっているが、これが基準とされているわけではない。
ほとんどの駅には対向式のプラットホームが建設されており、少数の乗客の多い乗換駅についてはこの対向式ホームに加えて島式ホームも備えており、対向式ホームが出口専用にされている。この方式はもともとバルセロナ地下鉄で採用されたもので、スパニッシュ・ソリューション（Spanish Solution）と呼ばれている。この方式が使われている駅は以下の通りである。
- 2号線 クアトロ・カミーノス駅（Cuatro Caminos）
- 4号線 アルグエージェス駅（Argüelles）
- 5号線 カンパメント駅（Campamento）、カラバンチェル駅（Carabanchel）
- 6号線 アベニーダ・デ・アメリカ駅（Avenida de América）、マヌエル・ベセーラ駅（Manuel Becerra）、サインス・デ・バランダ駅（Sáinz de Baranda）、パシフィコ駅（Pacífico）、プラザ・エリプティカ駅（Plaza Elíptica）、オポルト駅（Oporto）、ラグーナ駅（Laguna）
- 7号線 アベニーダ・デ・アメリカ駅（Avenida de América）、プエブロ・ヌエボ駅（Pueblo Nuevo）

路線間で素早く乗換ができるように、対面乗り換えができる設備を備えている駅もある。この配置になっているのはプリンシペ・ピオ駅（Príncipe Pío、）とカサ・デ・カンポ駅（Casa de Campo、）である。どちらの駅でも、10号線が外側の線路を使っており、このためこの駅に到着する旅客は通常の左側のドアではなく、右側のドアを使う。
これに加えて、通常の対向式ホームではなく島式ホームだけで建設された駅もいくつかある。そうした駅は以下の通りである。
- 3号線 アルメンドラーレス駅（Almendrales）、ビジャベルデ・アルト駅（Villaverde Alto）
- 5号線 アルーチェ駅（Aluche）
- 8号線 カンポ・デ・ラス・ナシオネス駅（Campo De Las Naciones）、アエロプエルトT4駅（Aeropuerto T4）
- 9号線 リバス・ウルバニサシオネス駅（Rivas Urbanizaciones）、アルガンダ・デル・レイ駅（Arganda del Rey）
- 10号線 ホアキン・ビルムブラレス駅（Joaquin Vilumbrales）

もう1つの方式としては、1つの島式ホームと1つの対向式ホームを備えているものがある。この方式は7号線、9号線、10号線の、マドリード郊外の町、たとえばアルコベンデス（Alcobendes）やコスラダ（Coslada）などの町へ旅行を続けるために小型の列車に乗り換えなければいけない駅で用いられている。こうした配置は、島式ホームで列車間を簡単に乗り換えられるようにする一方で、将来その先の駅へフル規格での営業が開始された時には対向式ホームを使うようにすることで、駅の配置が地下鉄網全体のものと同じになるようにして、乗客が出口のドアを間違えないようにするために準備されているものである。そうした駅は以下の通りである。
- 7号線 エスタディオ・オリンピコ駅（Estadio Olimpico）
- 9号線 プエルタ・デ・アルガンダ駅（Puerta de Arganda）
- 10号線 トレス・オリーボス駅（Tres Olivos）

この他、ホームには電車が発車してから何分が経過したかをカウントする設備もある。これによって利用者は、あとは今が何分間隔で電車が運行されている時間帯かを時刻表で確認すれば、次の電車が何分後に来るかを知ることができる

。

## 路線

2007年6月現在の地下鉄網路線図（非公式なもの）

マドリードの地下鉄には12の路線と1つの支線、282 キロメートルの路線に231の駅がある。地上を走行するのは、5号線のカンパメント駅（Campamento) - エウヘニア・デ・モンティホ駅（Eugenia de Montijo）、10号線のラゴ駅（Lago） - カサ・デ・カンポ駅（Casa de Campo）、9号線のプエルタ・デ・アルガンダ駅（Puerta de Arganda） - アルガンダ・デル・レイ駅（Arganda del Rey）である。これに加えて、メトロ・リヘーロ（Metro Ligero）と呼ばれる30 キロメートルほどのライトレールが、非常に費用のかかる地下鉄新線を建設するほど人口が多くないと思われる多くの地域で営業している。ほとんどのメトロ・リヘロの路線は地上を走行しており、道路交通から分離された専用軌道を走行する。しかしながらmL1には地下の区間と地下駅が存在する。もともとは、マドリード地下鉄は市域内に制限されていたが、現代ではおよそ3分の1の区間はマドリード市域の外側で運行されている。今日、地下鉄網は以下の6地域に分割されている。
- メトロマドリード（MetroMadrid、ゾーンA）、マドリード市域内を走行する地下鉄網の核心部分で、全体の3分の2の距離を占める。ライトレールの1号線を含む。この区間だけ有効の乗車券が発売されている。
- メトロスール（MetroSur、ゾーンB1、B2）、12号線と10号線の最後の2駅、ホアキン・ビルムブラーレス駅（Joaquín Vilumbrales）とプエルタ・デル・スール駅（Puerta del Sur）。南部のアルコルコン、レガネス、ヘタフェ、フエンラブラーダ、モストレスの町を走行する。
- メトロエステ（MetroEste、ゾーンB1）、7号線のエスタディオ・オリンピコ駅（Estadio Olímpico）からホスピタル・デ・エナーレス駅（Hospital de Henares）の間で、コスラダ、サン・フェルナンド・デ・エナレス（San Fernando de Henares）の町を走行する。
- メトロノルテ（MetroNorte、ゾーンB1）、2007年に開業した、10号線のラ・グランハ駅（La Granja）からホスピタル・デル・ノルテ駅（Hospital del Norte）の区間。マドリード北部郊外とアルコベンダス、サン・セバスティアン・デ・ロス・レージェスの町を走行する。トレス･オリーボス駅（Tres Olivos）で都心側の路線と乗り換える。
- メトロオエステ（MetroOeste、ゾーンB1、B2）、メトロリヘーロの2号線、3号線で構成される。ポスエロ・デ・アラルコン（Pozuelo de Alarcón）とボアディージャ・デル・モンテ（Boadilla del Monte）の町を10号線との乗換駅、コロニア・ハルディン駅（Colonia Jardín）まで結ぶ。
- TFM（ゾーンB1、B2、B3）、9号線のプエルタ・デ・アルガンダ駅（Puerta de Arganda）以遠の、マドリード市域を最初に越えて営業した区間。リバス＝バシアマドリード（Rivas-Vacíamadrid）とアルガンダ・デル・レイ（Arganda del Rey）の町を結ぶ。

路線図から見れば終点まで直行運転されているようにも思えるが、地域境界の多くの駅では同じ路線を利用し続ける場合であっても列車を乗り換えなければならない。これは、メトロマドリードの路線区間は郊外区間に比べて列車頻度が高く設定されていることと、途中駅で折り返すことが多いからである。
マドリードにはセルカニアスと呼ばれる広範囲の通勤列車もレンフェ（スペイン国鉄）によって営業されており、セルカニアス マドリードと呼ばれている。22のセルカニアスの駅が地下鉄と接続しており、地下鉄の公式路線図にセルカニアスのロゴで示されている。1999年以降の多くの新線は、セルカニアスの駅と接続するかそこで終点となるように建設されている。たとえばメトロ・リヘロの2号線は、アラバカ駅が終点でマドリード中心部へ速く移動できる通勤路線C-7やC-10を利用でき、6号線、10号線、R号線に乗り換えられる地下鉄のハブでバスにも乗り換えられるプリンシペ・ピオ駅（Príncipe Pío）へ到達できる。
| 路線   | 区間 | 延長    | 駅数 | 断面         | プラットホーム長 | 主な使用車両                                    | 編成構成    |
| ------ | --- | ------- | ---- | ------------ | ---------------- | ----------------------------------------------- | ----------- |
| 1号線  | ピナール・デ・チャマルティン（Pinar de Chamartín） – バルデカーロス（Valdecarros）                                            | 23.8 km | 33   | 狭           | 90 m             | CAF製2000-A系                                   | M.R-M.R-R.M |
| 2号線  | ラ・エリーパ（La Elipa） – クアトロ・カミーノス（Cuatro Caminos）                                                             | 9.5 km  | 16   | 狭           | 60 m             | CAF製3000系                                     | MRRM        |
| 3号線  | ビジャベルデ・アルト（Villaverde Alto） – モンクロア（Moncloa）                                                               | 16.4 km | 18   | 狭           | 90 m             | CAF製3000系                                     | MRSSRM      |
| 4号線  | アルグエージェス（Argüelles） – ピナール・デ・チャマルティン（Pinar de Chamartín）                                            | 16.0 km | 23   | 狭           | 60 m             | CAF製3000系                                     | MRRM        |
| 5号線  | アラメダ・デ・オスーナ（Alameda de Osuna） – カサ・デ・カンポ（Casa de Campo）                                                | 23.2 km | 32   | 狭           | 90 m             | CAF製2000-B系                                   | M.R-M.R-R.M |
| 6号線  | 環状線 | 23.5 km | 28   | 広           | 115 m            | CAF製5000系、アンサルドブレーダ製7000系         | M.M-M.M-M.M |
| 7号線  | ピティス（Pitis） – エスタディオ・オリンピコ（Estadio Olímpico） – オスピタル・デル・エナーレス（Hospital del Henares）       | 31.2 km | 29   | 広           | 115 m            | アンサルドブレーダ製9000系                      | MRSSRM      |
| 8号線  | ヌエボス・ミニステリオス（Nuevos Ministerios） – アエロプエルトT4（Aeropuerto T4）                                            | 16.4 km | 8    | 広           | 115 m            | CAF製8000系                                     | MRSM        |
| 9号線  | エレーラ・オリア（Herrera Oria） – プエルタ・デ・アルガンダ（Puerta de Arganda） – アルガンダ・デル・レイ（Arganda del Rey）  | 38.0 km | 26   | 広           | 115 m            | CAF製6000系、8000系、アンサルドブレーダ製9000系 | MRM-MRM     |
| 10号線 | オスピタル・デル・ノルテ（Hospital del Norte） – トレス・オリーボス（Tres Olivos） – プエルタ・デル・スール（Puerta del Sur） | 39.9 km | 31   | 広           | 115 m            | アンサルドブレーダ製7000系、9000系              | MRSSRM      |
| 11号線 | プラサ・エリプティカ（Plaza Elíptica） – ラ・ペセータ（La Peseta）                                                            | 5.3 km  | 6    | 広           | 115 m            | CAF製3000系                                     | MRSSRM      |
| 12号線 | メトロスール（MetroSur） | 40.7 km | 28   | 広           | 115 m            | CAF製8000系                                     | MRM-MRM     |
| R号線  | オペラ（Ópera） – プリンシペ・ピオ（Príncipe Pío）                                                                            | 1.1 km  | 2    | 狭           | 60 m             | CAF製3000系                                     | M.R-R.M     |
| ML     | ピナール・デ・チャマルティン（Pinar de Chamartín） – ラス・タブラス（Las Tablas）                                             | 5.4 km  | 9    | ライトレール | 32 m             | アルストム Citadis 302                          | MRRRM       |
| ML     | コロニア・ハルディン（Colonia Jardín） – エスタション・デ・アラバーカ（Estación de Aravaca）                                  | 8.7 km  | 13   | ライトレール | 32 m             | アルストム Citadis 302                          | MRRRM       |
| ML     | コロニア・ハルディン（Colonia Jardín） – プエルタ・デ・ボアディージャ（Puerta de Boadilla）                                   | 13.7 km | 16   | ライトレール | 32 m             | アルストム Citadis 302                          | MRRRM       |

| 電圧               | 使用路線                                                         |
| ------------------ | ---------------------------------------------------------------- |
| 600 ボルト（Vcc）  | *                                                                |
| 750 ボルト（Vcc）  | ML ML                                                            |
| 1500 ボルト（Vcc） | 2号線 · 3号線 · 7号線 · 8号線 · 10号線 · 11号線 · 12号線 · R号線 |

脚注
- はRamalのことで、支線（branch）という意味である。
- 古い駅はバリアフリーになっていないが、1995年以降の全ての新駅は法律でバリアフリーが義務付けられている。これにより、新しい駅とリニューアルした古い駅では車椅子で利用できるエレベーターや、弱視の人に対応した大きな標識などが備えられている。
- 5号線以外の狭小断面路線は全てもともとはプラットホーム長60 mであった。1号線が最初に90 mに延長された一方で、3号線は2000年代になるまで延長されなかった。3号線は近年の南方のビジャベルデまでの延長に際して、1年ほど完全に閉鎖されてリニューアルされた。これにより、それまで地下鉄網の中で列車と設備の観点で最も遅れていた路線が、狭小断面の路線の中ではもっとも綺麗になり、また最新のCAF3000系が投入された。
- 編成構成の記号は、M - 制御電動車（Motor）、R - 付随車（Remolque）、S - 中間電動車（motor Sin cabina）を意味する。記号間のドットとダッシュは、編成の基本ユニットの接続点を示しており、ドットは車両間を乗客が通行可能、ダッシュは通行不可能である。記号間にドットもダッシュもないものは、ユニット内で貫通路を乗客が通行可能であることを示している。
- アルストム Citadis 302は5車体連節構造で、1両が電動車、1両は両端の車両に吊り下げられており、その次の1両が台車を備えているがモーターはなし、1両が吊り下げで、最後の1両がまた電動車である。

## 車両
伝統的に、マドリード地下鉄で使われている車両はスペイン企業である"Construcciones y Auxiliar de Ferrocarriles"（CAF社）が製造・供給してきた。これは特にフランコ独裁政権下で取られた方針に基づくものであった。しかしながら近年イタリアのアンサルドブレーダ社が広断面路線向けの列車を供給している。
マドリード地下鉄の全ての車両は、地下鉄網全体で一意なID番号を持っている。このIDは車両の形式（系列）によりグループ分けされており、メーカーが利用者に見える形で明示したモデル名が無いため車両形式を区別するために用いられている。IDは以下のように構成されている。
- 車種を示すアルファベット: Mが制御電動車（Motor）、Rが付随車（Remolque）、Sが中間電動車（motor Sin cabina）を示す。
- 2つの部分を分けるダッシュ記号
- 3桁または4桁の車両形式と個別番号を示す数字: 通常千の位と百の位が形式を示す。例えば5281は5000系200番台を示す。

なお、車両にはパンタグラフが装備されていて、架線から集電している。

### 使用中の編成

#### 狭断面

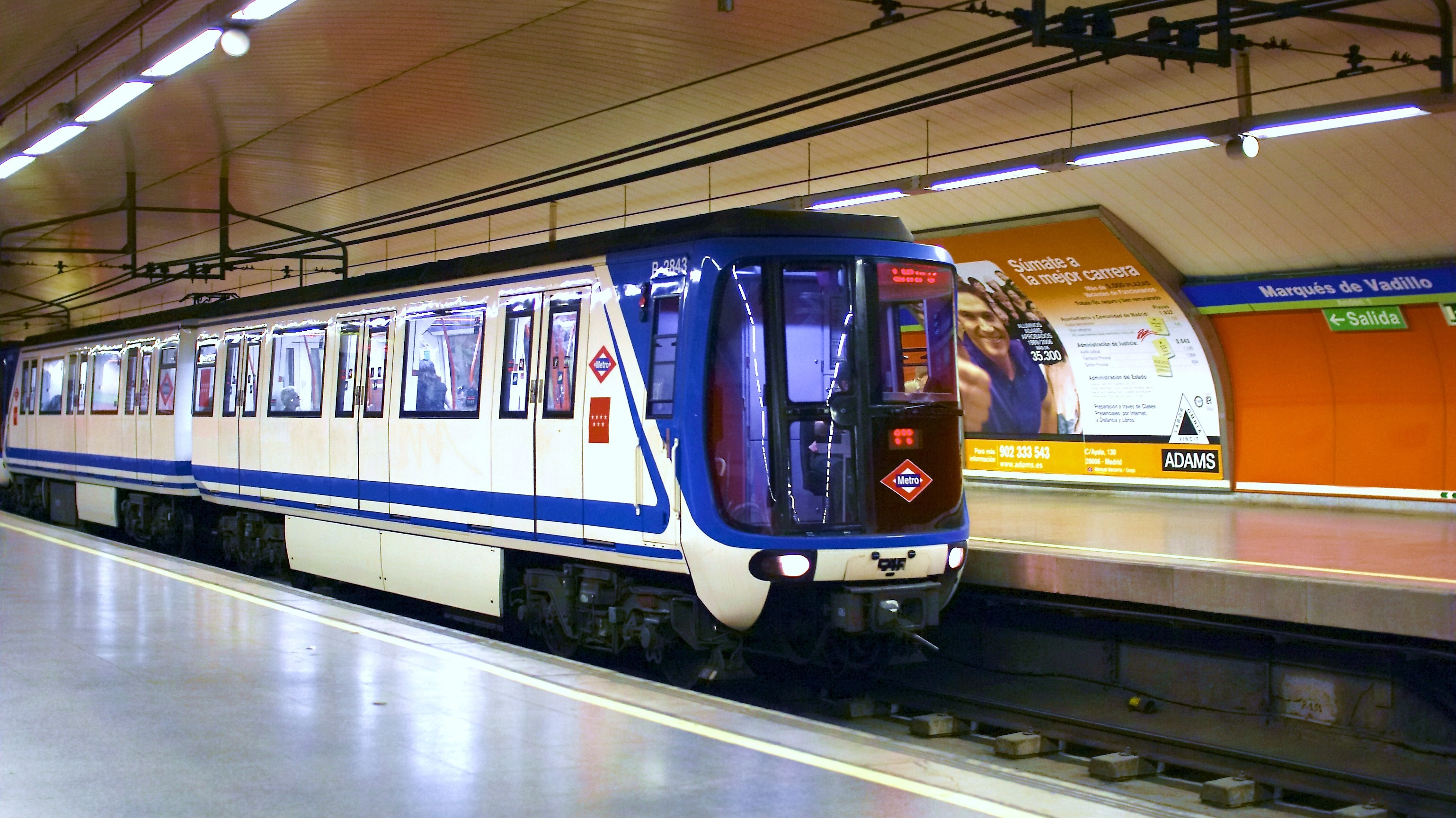
2000-B系「バブル」、5号線マルケス・デ・バディージョ駅（Marqués de Vadillo）

CAF2000系
この系列はAとBと呼ばれる形式に区分されている。A形はとても角ばった形をしており、「パンダ」とニックネームが付けられている。これに対してB形は流線型に近い丸い形をしており、丸い運転席の形状から「バブル」と呼ばれている。2000-A系は現在マドリード地下鉄で最も多くの530両が所属しており、1985年から1993年にかけて製造され投入された。全ての狭断面路線で使用されている。マドリード地下鉄で運用されている最も古い車両でもあり、2号線とR号線で使われている車両は新しい3000系購入により運用離脱する予定がある。しかしながら、3000系のように新しい明るい色に塗り替えてリニューアルした車両は1号線で運行を続ける予定である。2000-B系は1997年から1998年にかけてA形より少ない126両が投入され、エアコンと次の駅を視覚・聴覚で案内する設備が取り付けられている。現在5号線で運用されており、運用離脱の予定は無い。
CAF3000系
狭断面路線用では新しい方の編成で、2000年代初頭の3号線の完全リニューアルとその後の運行再開に伴って投入された。3000系を構成するユニットは、通行可能な連節構造の貫通路でつながっており、列車の先頭から最後まで列車を出ずに移動することができる。これにより、連節構造の大型バス（連節バス）に対してスペインで呼ばれる名前から、「ボア」（boa）とニックネームが付けられている。現在3号線と4号線で使用されているが、これに加えて2010年までに新規購入車両で2号線とR号線の車両を置き換える予定になっている。3000系は、広断面の8000系とよく似ているが、内装は主に黄色とライトブルーになっている。

#### 広断面

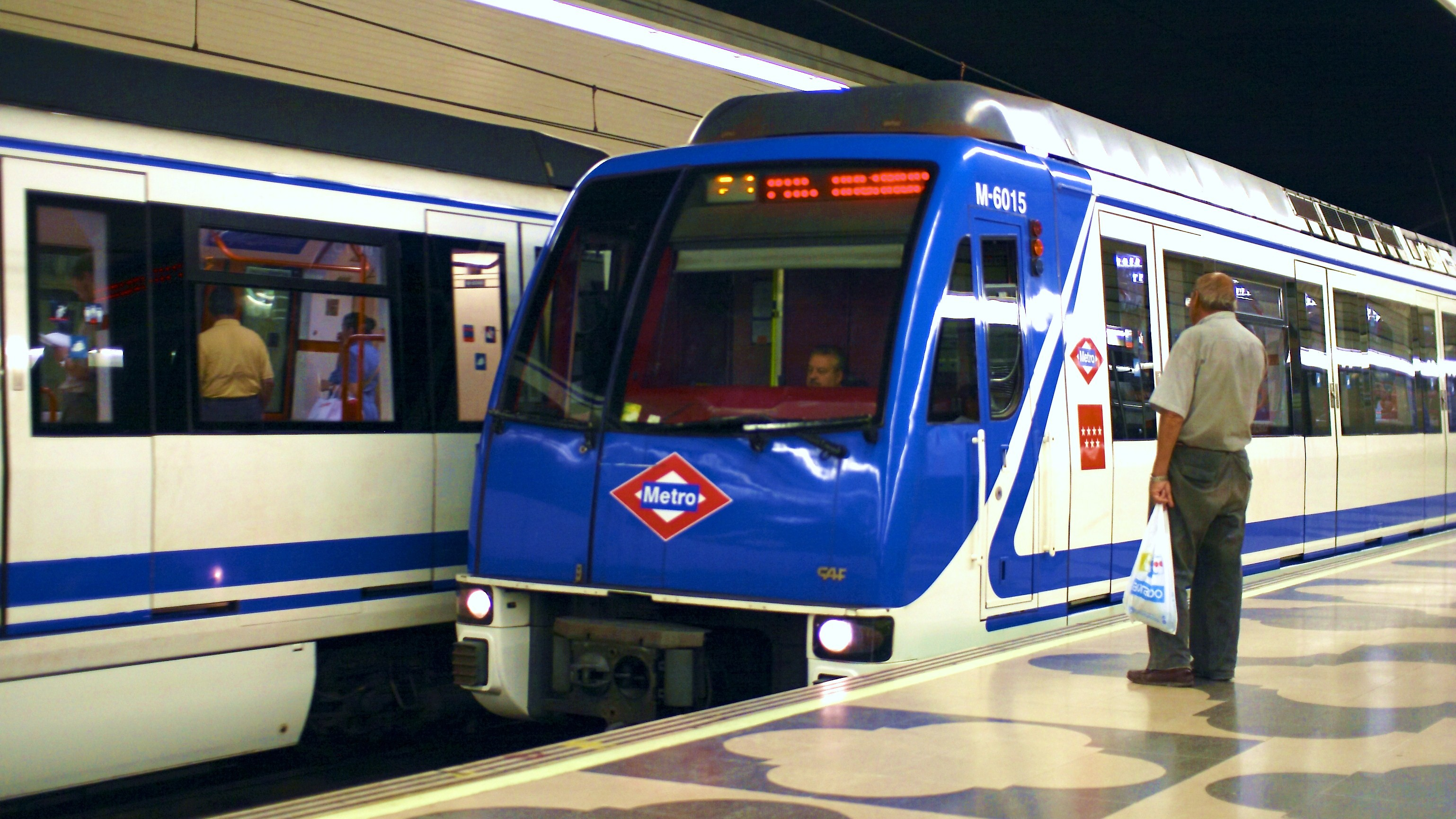
コンチャ・エスピナ駅（Concha Espina）に進入するCAF6000系

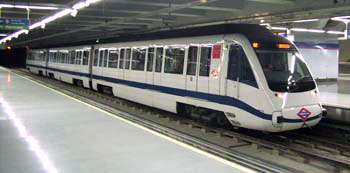
8号線コロンビア駅（Colombia）で8000系

CAF5000系
6号線で使用されている車両で、長い歴史を持っている。最初の編成は1974年に最初の広断面路線である7号線が新規開通した時に投入され、一方最新の編成は5500番台で、6両編成の24編成が製造されて1993年に投入された。CAFが製造した中では、既に不人気になっていた美観よりも極端に効率性を重視した古い箱型のデザインを使用した最後の系列である。初期車は内装壁に木のように見えるコーティングをし、線路と垂直な方向に2列の座席を配置する奇抜なデザインで、古い地域列車とは違った感じに見せている。5100番台、5200番台では従来からの列車の壁に沿って座席を並べる配置に戻ったが、初期車の列車内全てのドアが自動的に開くという特徴を受け継いでいる。最後の5500番台ではかなり異なった暗い色使いになり、ドアごとに設けられたボタンの操作で必要に応じてドアが開く通常の方式に戻った。広断面路線で使用されている車両で最も古いため、この系列は2008年から2009年にかけてアンサルドブレーダの9000系に置き換えられ、2011年にブエノスアイレス地下鉄が元地下鉄丸ノ内線500形電車を置き換えるべく同車を購入、2013年から運用を開始したものの、故障が多発した上に製造時にアスベストを使用していたことが発覚し、結局同系列は短期間で全車が運用を離脱した。
CAF6000系
この形式は29編成が製造されて1998年に投入された。CAFによって製造された中で丸くなったデザインを採用した最初の形式である。9号線のマドリードからアルガンダ・デル・レイへの延長区間であるTFMへ投入される計画で製造されたため、内装は他の地下鉄の列車に比べて近郊列車のセルカニアスに似ており、2列のコンパクトな座席が線路と垂直方向に配置され、急な加減速に備えて多くの持ち手があるなどといった特徴がある。また路線が2つの区間に分割されていて、プエルタ・デ・アルガンダ駅（Puerta de Arganda）で乗り換える必要があることから、目的地を表示する発光パネルを初めて備えている。CAF3000系のように連節構造となっているが、編成は4両または6両で構成されているのに対して2両間でのみ通行可能な通路がある。6000系は現在9号線の主力として用いられているが、一部は先述のCAF5000系の代替としてブエノスアイレス地下鉄に輸出されている。
アンサルドブレーダ7000系/9000系
7000系は、CAF以外、またスペイン以外のメーカーから初めて購入された形式で、37編成が特に需要の多い10号線に投入され、またラッシュ時に6号線の支援に使われることもたまにある。編成を通じて全て連節構造となっている最初の形式で、6両の間を通行することができる。1.3 メートル幅の十分余裕のあるドア、滑らかで控えめなデザインで、1編成あたり1,260人（うち座席180人）の定員のとても機能的な形式である。この形式は、各車両に2台ずつテレビモニタを備えているが、通常時も緊急時も使用されないままとなっている。9000系はこれとよく似ているが、バリアフリー対策が改善されており、また安全関係の改良がされている。例えばドアの開閉の視覚・聴覚警告装置が取り付けられていたり、より効率的な非常ブレーキになっていたりする。7000系は10号線の主要区間、プエルタ・デル・スール駅（Puerta del Sur）とトレス・オリボス駅（Tres Olivos）間で使用されており、一方9000系は7号線の主力で、また10号線のトレス・オリボス駅とホスピタル・デル・ノルテ駅（Hospital del Norte）間でも用いられ、たまに9号線のラッシュ時の支援に用いられる。2009年までに次の編成が6号線に投入されて、15年使用されてきたCAF5000系を置き換える予定である。
CAF8000系
メトロスールの12号線向けに設計された形式で、CAFにより45編成が製造されて2002年に投入された。各編成は3両が連節構造になっており、8号線ではそのままの編成で、メトロスールでは2編成をMRM-MRMの編成で最大1,070人（うち座席144人）の定員で使用している。内部の配置は7000系と似たものとなっており、最初の車両に座席の配置されていない広い空間が確保されていて、空港関係の大きな荷物を持った旅客や車椅子を使う旅客に備えている。狭断面の3000系のように、台車にはゴム-空気併用サスペンションシステムが備えられている。8000系はマドリード地下鉄において最初に回生ブレーキを導入している。このシステムはブレーキに際してモーターの回路を逆に使い、減速することによって発生するエネルギーを電力網に返すことができるようにしている。また、最近の標準とされている情報パネルとドアの動作警告装置が取り付けられている。この形式は2008年現在、新規の購入も運用離脱も無く一定の編成数で推移しているが、CAFから購入した最新の編成であるため将来の地下鉄網拡張に際して増備される可能性がある。この編成は12号線と8号線で使用されており、またラッシュ時に9号線と10号線の応援に入ることもある。

#### ライトレール

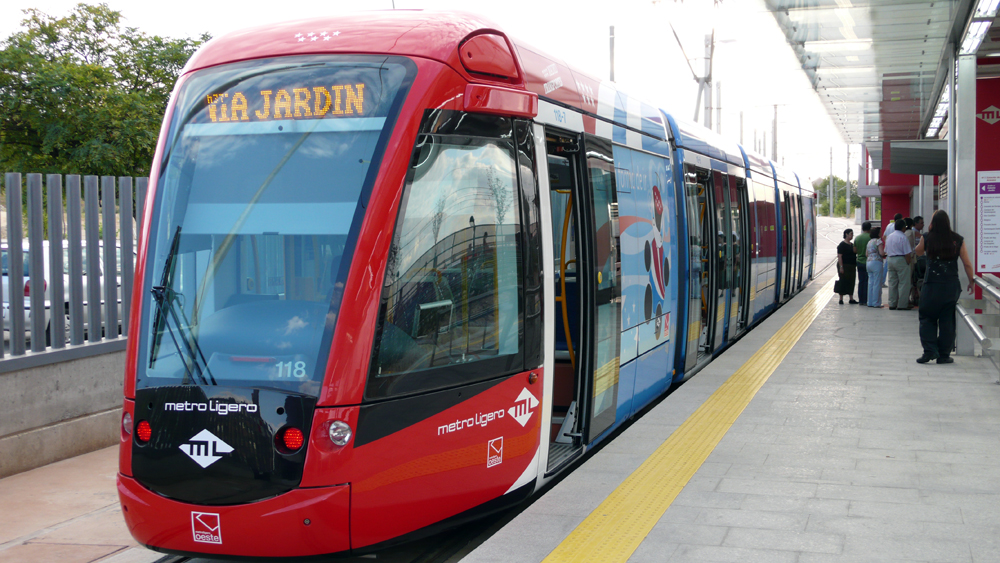
mL2号線のアラバカ駅（Aravaca）でメトロ・リヘロの電車

アルストム・シタディス 302型
メトロ・リヘロの路線で使われている電車は、低床式の5両連節車両で、1編成あたり450人（うち座席60人）を乗せることができる。最高速度は100 km/hであるが、通常は大半の区間で70 km/hに制限されており、都市部ではさらに低い速度で走る。車両にはベルのような接近警告装置が取り付けられており、駅や歩行者のある踏切に接近したときに作動するが、線路のそばに住んでいる住民からその騒音に対する不満が起きている。安全関連の機能としては、ドアの動作警告装置と地下鉄の他の編成よりずっと効果的な非常ブレーキ装置がある。路面電車は他の交通から区分されているとはいえ、道路を横断したり人の多く住む場所を通ったりするためである。

### かつての車両
1990年代初期の地下鉄網のマドリード州への移管までは、政府による地下鉄網への投資はとても低い水準に留まっていた。このため設計上の使用年数を過ぎたとても古い車両が使用されていた。特にひどい状況だったのは5号線で、CAF製の製造から40年以上経った300系と1000系が使われていた。子供が学校へ通うのに、その両親が学校へ通う頃に使っていたのと同じ電車に乗ることは珍しいことではなかった。スペイン社会労働党のホアキン・レグイナ（Joaquin Leguina）が州政府を率いていた頃に、いくらかのリニューアル工事と2000-A系、5000系の導入が始められたが、1995年に国民党が地下鉄網の大規模な拡張と改善を公約して政権をとった。新線が建設され、古い路線も改良が行われた。5号線は数年にわたって何箇所かの駅を同時に閉鎖しながら改良が行われ、3号線は2年間閉鎖されてプラットホームの90 メートルへの延長が行われた。そして新しい車両が発注され、1998年にはCAFの2000-B系が投入され、老朽化していた1000系を置き換えた。当初は状態のよい300系は更新され、古い赤のコーポレートカラーから青と白の色に塗りなおされて使われていたが、これらも2000-B系と3000系の投入により運用を離れた。

## 運賃

地域の運輸連合は1月または1年有効なゾーン内全ての交通機関で使えるパスを発売している

前述したように、マドリード地下鉄のネットワークは機能上6つのゾーンに分かれている。それぞれのゾーンで乗車券（Billette Sencillo）があり、ゾーン内での1回の乗車に有効である。また10回分の回数券はより安い。ゾーンの境界を越えて旅行する時には、そのゾーンに有効な新しい乗車券を買わなければならない。組み合わせの乗車券もあり、これを使うとネットワーク内の任意の2地点の間の1回の乗車に利用できる。ただし空港駅は例外で、1ユーロの加算金が必要である。空港からは、2.75ユーロ払うとネットワーク内の任意の地点へ行くことができる。
また、Consorcio Regional de Transportes（Regional Transportation Authority、地域運輸当局）は、AからC2までの地理的に区分けしたゾーンを定めている（右の図を参照）。この当局は、指定されたゾーン内で1月または1年無制限に乗車できるパスを発売している。また旅行者向けの1日、3日、5日または7日使えるパスも発売している。これらのパスはゾーン内の地下鉄駅で使うことができ、また空港の加算金を払う必要が無い。
| 乗車券                           | 有効ゾーン                       | 有効期間 | 価格                                       |
| -------------------------------- | -------------------------------- | -------- | ------------------------------------------ |
| MetroX Sencillo                  | 特定ゾーン内                     | 1乗車    | 1ユーロ                                    |
| METRO ZONA A                     | Zone A および Metro Ligero (ML1) | 1乗車    | 最低で1.5ユーロ、駅により最高2ユーロで発売 |
| Metrobús                         | マドリード地下鉄とEMTバス        | 10乗車   | 6.70ユーロ                                 |
| MetroX 10 viajes                 | 特定ゾーン内                     | 10乗車   | 6.70ユーロ                                 |
| Sencillo Combinado               | 地下鉄網全体                     | 1乗車    | 1.75ユーロ                                 |
| Abono Transportes Joven          | A - C2（21歳未満）               | 1ヶ月    | 26.3ユーロ - 46.4ユーロ                    |
| Abono Transportes Normal         | A - C2                           | 1ヶ月    | 40.45ユーロ - 73.60ユーロ                  |
| Abono Transportes 3ª Edad        | A - C2 （65歳超）                | 1ヶ月    | 10.15ユーロ                                |
| Abono Transportes Annual Normal  | A - C2                           | 1年      | 444.95ユーロ - 809.60ユーロ                |
| Abono Transportes Annual 3ª Edad | A - C2 （65歳超）                | 1年      | 111.65ユーロ                               |
| Abono Turístico                  | A                                | 1 - 7日  | 3.80ユーロ - 19.80ユーロ                   |
| Abono Turístico                  | T （地域運輸当局の全てのゾーン） | 1 - 7日  | 7.60ユーロ - 39.60ユーロ                   |

## 事業者
マドリード地下鉄は、一部の区間を除くマドリード州の公共事業・都市計画・交通省傘下の会社が運営している。9号線のプエルタ・デ・アルガンダ駅とアルガンダ・デル・レイ駅の間はTransportes Ferroviarios de Madrid（TFM）が運営している。マドリードの全ての公共交通機関は地域運輸連合の一員である。